# Arundangi
Arundangi fou una antiga fortalesa que es troba a l'estat de Tamil Nadu. Pertanyia als cola al segle xv quan fou ocupada pels pandya i annexionada als seus dominis. Part del virregnat de Madura al segle xvi va acabar formant part de Tanjore. El 1646 fou cedida per Raghunath Teva, però Tanjore la va recuperar per tractat. En una guerra posterior fou altre cop capturada el 1698. Pertanyia després al fill del setupati Kilawan de Ramnad (Marava), mort el 1710, i va canviar de mans diverses vegades fins que Tanjore la va adquirir definitivament el 1749.